# Швидкість світла (клітинні автомати)
У грі «Життя» Конвея (і пов'язаних клітинних автоматах) швидкість світла — це швидкість поширення по ґратці рівно на один крок (горизонтально, вертикально чи діагонально) на покоління. За одне покоління клітина може впливати лише на своїх найближчих сусідів, тому швидкість світла (за аналогією зі швидкістю світла у фізиці) — це найбільша швидкість, з якою може поширюватися інформація. Таким чином, це верхня межа швидкості, з якою може рухатися будь-яка фігура.

## Позначення
Як і у фізиці, швидкість світла позначають буквою c. Її використовують як одиницю для опису середньої швидкості руху будь-якого космічного корабля. Наприклад, кажуть, що планер має швидкість c/4, оскільки потрібно чотири покоління, щоб цей стан змістився на одну клітинку. Так само, кажуть, що «легкий космічний корабель» має швидкість c/2, оскільки потрібно чотири покоління, щоб цей стан змістився на дві клітинки.

## Рух зі швидкістю світла
Хоча c є абсолютною верхньою межею швидкості поширення, найбільша швидкість космічного корабля в грі «Життя» Конвея становить c/2. Причиною цьому те, що неможливо побудувати космічний корабель, який може зміщуватися в кожному поколінні. (Однак це не так для клітинних автоматів загалом; наприклад, в автоматі «Насіння» існує низка космічних кораблів зі швидкістю світла.) Однак, об'єкти можуть рухатися зі швидкістю світла, якщо це відбувається не в порожньому просторі. Це можливо в середовищах, заповнених вуликами, або з чергуванням смужок живих і мертвих клітин.

## Перевищення швидкості світла
Може здатися, що деякі конфігурації рухаються зі швидкістю, більшою, ніж одна клітина за покоління, але, як і перевищення швидкості світла у фізиці, це лише ілюзія.
Розгляньмо, наприклад, «Зоряну браму», композицію з трьох планерів, що сходяться і взаємно знищуються при зіткненні. Якщо легкий космічний корабель (ЛКК) стикається з планерами, що зіткнулися, виглядає так, ніби він лише за 6 поколінь переміщується вперед на 11 клітинок і, отже, перевищив швидкість світла. Ця ілюзія виникає тому, що під час анігіляції планерів виникає й невдовзі руйнується інший ЛКК. Коли ЛКК, що наближається, стикається з планерами, він не переміщується, а змінює реакцію так, що новостворений ЛКК зберігається. Передається лише сигнал, який, визначає, має вихідний ЛКК зберегтися, чи ні. Він не досягає місця, в яке «перемістився», тому жоден сигнал не перевищує швидкості світла.

## Притмітки
1. ↑  Gardner, Martin (October 1970). Mathematical Games: The fantastic combinations of John Conway's new solitaire game "Life". Scientific American. 223: 120—123. doi:10.1038/scientificamerican1070-120.
2. ↑  Spaceship Speed Limits in "B3" Life-Like Cellular Automata. Nathaniel Johnston. 30 жовтня 2009. Процитовано 11 травня 2022.
3. ↑  Nivasch, Gabriel. Lightspeed signals in life. Архів оригіналу за 11 грудня 2002. Процитовано 29 листопада 2008.
4. ↑  Star Gate - from Eric Weisstein's Treasure Trove of Life C.A. Процитовано 29 листопада 2008.